# Saudi British Bank
Saudi British Bank est une banque saoudienne issue du groupe HSBC. Elle était jusqu'en 2018, détenue à 40 % par HSBC.

## Histoire
En mai 2018, Saudi British Bank annonce l'acquisition, par échange d'action, d'Alawwal Bank, une banque saoudienne anciennement appelée Saudi Hollandi Bank, qui était détenue à 15 % par RBS à la suite du rachat par ce dernier en 2007 d'ABN Amro. Le nouvel ensemble créé deviendra la troisième banque du pays.